# Meg Kissinger
Meg Kissinger est une journaliste d'investigation américaine, et professeure invitée à l'université Columbia.
Quand elle travaillait avec Susanne Rust au  Journal Sentinel de Milwaukee, elles ont toutes deux été classées finalistes pour le prix Pulitzer (2009) du journalisme d'investigation, pour leur enquête sur le Bisphénol A.
Meg Kissinger a aussi écrit sur la santé mentale.

## Éléments de biographie
Née à Wilmette, dans l'Illinois, elle a fréquenté le Regina Dominican High School; 
Elle est diplômée de l'université DePauw en 1979,.

## Prix et récompenses
- Prix George Polk 2013 pour la rédaction médicale[5]
- Prix du journalisme Robert F. Kennedy (2012)[6] ;
- Finaliste du prix Pulitzer du journalisme d'investigation (2009)[7],[8] ;
- Prix Prix George-Polk (2008)[9],[10] ;
- Prix John B. Oakes 2008 pour un rapport environnemental distingué [11] ;
- Prix national de journalisme Scripps Howard (en 2009 puis en 2010) ;
- Prix Grantham 2009 du mérite spécial.

## Spécialités, thèmes de travail

### Étude des dessous de la controverse sur le bisphénol A
Meg Kissinger et  Susanne Rust, après avoir passé en revue 258 études scientifiques impliquant le BPA, et constaté que l'écrasante majorité de ces études concluait que ce produit chimique (perturbateur endocrinien reconnu) était nocif se sont notamment fait connaître par une enquête approfondie sur la manière dont les industriels ont tenté de cacher aussi longtemps que possible pour eux la dangerosité le Bisphénol A (BPA), dont en décrédibilisent les études scientifiques et parfois leurs auteurs, avec des méthodes proches de celles mises au point et mises en œuvre par l'industrie du tabac.
Meg Kissinger et Susanne Rust ont notamment montré que le Center for Health & Risk Communication de l'université George Mason a été utilisé  par les industriels pour discréditer les études et inquiétudes concernant le bisphénol A.
Leur enquête a aussi montré que ce Centre répertorié par Gina Kolata (du New York Times et du Center for Health Care Journalists) comme « organisation non partisane à but non lucratif » a en réalité été financé par des organismes de politique publique promouvant la déréglementation, via une organisation mère (le Center for Media and Public Affairs, qui a lui-même été payé dans les années 1990 par Philip Morris pour trier les articles critiques sur le tabagisme).
Les deux journalistes montrent que le STATS (qui se présente comme neutre, transparent et indépendant, mais - comme son organisation mère précise Meg Kissinger - ne fournit pas ses sources de financement ni les noms de ses donateurs. Une enquête du Journal Sentinel a trouvé que la Fondation Sarah Scaife a déclaré un don de 100 000 $ à STATS en 2007, montant qui équivalait à tous les actifs de STATS (hors 435 $ en intérêts sur le revenu). Or, note Meg Kissinger, « la Fondation Scaife finance un certain nombre d'organisations qui promeuvent les politiques publiques hostiles à la réglementation, notamment la Heritage Foundation, l'American Enterprise Institute et le Cato Institute ».
Le STATS et le Center for Media and Public Affairs sont intimement liés : tous deux dirigés par S. Robert Lichter (professeur en communication à l'université George Mason), partageant la même adresse, les mêmes bureau et les mêmes dossiers fiscaux.
Meg Kissinger  a observé que Trevor Butterworth (rédacteur en chef de STATS) s'est subitement mis à parcourir Internet à la recherche de contenus  pouvant générer  des inquiétudes au sujet du BPA, y compris sur des blogs très peu lus. Trevor Butterworth y défendait le BPA et réprimandait agressivement ceux qui laissaient penser que le BPA pourrait nuire à la santé. En aout 2009, Meg Kissinger rapport ce conseil donné par Butterworth sur un site Web de journalisme :
« Oubliez les relations publiques conventionnelles ! Si un journaliste bratty vous donne un coup, ripostez avec une disproportion obscène et à couper le souffle : donnez-lui un coup de genou dans l'aine, arrachez-lui ce qui reste de ses cheveux, dites-lui qu'il écrit des poncifs, abuse du point-virgule, et piétinez son iPhone ! Un hack, c'est comme un tyran, et charmer un tyran, c'est un peu comme raisonner avec un psychopathe ou écrire un roman sur Twitter. Pour les cas difficiles, allez Dada...  Défendre la marque, c'est exiger le respect et ça viendra de la peur et non du charme ».
Les documents du Tobacco Institute obtenus par voie de justice et conservés à l'université de Californie à San Francisco prouvent que le Center for Media and Public Affairs a bien au moins par deux fois lors des années 1990, été contractuellement missionné pour surveiller la couverture médiatique du sujet tabac, en analysant le contexte de l'actualité, les sources et le ton de présentation des articles traitant de tabac dans les médias.
Ainsi, un document projet du 31 mars 1994 exposait la proposition de Lichter à la compagnie Philip Morris :« Le Centre suivra et rendra compte de deux ou trois études de cas, examinera tous les documents sources des réclamations, puis examinera comment l'histoire a été couverte par les médias nationaux ».
Un e-mail du 18 février 1999, cite le vice-président de Philip Morris, Vic Han, faisant référence au centre de Lichter comme « un groupe de surveillance des médias auquel nous avons contribué au cours des dernières années ».
En réponse à l'enquête, Lichter a dit qu'il n'avait pas suivi ce que le plan prévoyait et qu'en réalité il n'a jamais suivi les journalistes.
L'enquête a été publiée dans le Journal Sentinel en 2007, mais elle n'a pas stoppé le efforts de l'industrie ni ceux du STATS (qui en 2009 a publié un sondage sur les opinions des scientifiques à propos de la couverture médiatique du BPA et d'autres produits chimiques imitant les hormones, concluant que presque tous, parmi  937 membres de la Society of Toxicology interrogés, pensaient que la couverture médiatique était inadéquate et que les produits chimiques ne sont pas nocifs), une enquête qui aurait, selon Meg Kissinger et sa collègue, ciblé des toxicologues alors que les endocrinologues, a priori plus compétents sur le risque endocrinologique, avaient un point de vue différent, puisque l'Endocrine Society, avait publié en juin 2009 une déclaration alertant sur les risques liés à l'exposition humaine actuelle au BPA.
Butterworth a prétendu sur le site Web de STATS que l' « Hormone Foundation » (affiliée à l'Endocrine Society) était contributeur à STATS, mais selon Paula Correa, directrice de la Fondation, il n'en est rien, et elle a sommé Butterworth de retirer cette fausse information de son site 
Kissinger a aussi beaucoup écrit sur les échecs du système de santé mentale.
- Meg Kissinger, « FDA does about-face on exposure to BPA », Milwaukee Wisconsin Journal Sentinel,‎ 2010 (lire en ligne)